# Капра, Фрэнсис
Фрэнсис Капра (англ. Francis Capra, родился 22 апреля 1983 года в Бронксе, Нью-Йорк, США) — американский актёр.

## Ранняя жизнь
Фрэнсис Капра родился в Бронксе. Капра учился в государственной школе до 5-го класса. Затем учился в католической школе Успения Богоматери. Отец Фрэнк Капра III был помощником режиссёра. Его старшая сестра Шанель Капра — актриса, сценарист и продюсер.

## Карьера
В 1993 году он сыграл свою первую роль Калоджеро в фильме «Бронксская повесть», это был режиссерский дебют Роберта Де Ниро. В фильме «Освободите Вилли 2: Новое приключение» Фрэнсис выступил как актер второго плана, сыграв роль брата главного героя. Эта работа парнишке так удалась, что вскоре, в фильме «Джинна вызывали?» он исполнил главную роль, в дуэте со знаменитым баскетболистом Шакилом O’Нилом.
C 2004 по 2007 год сыграл одну из главных ролей в телесериале «Вероника Марс» вместе с Кристен Белл.

## Фильмография
| Год       |     | Русское название                      | Оригинальное название                     | Роль                                |
| --------- | --- | ------------------------------------- | ----------------------------------------- | ----------------------------------- |
| 1993      | ф   | Бронксская повесть                    | A Bronx Tale                              | Калоджеро Анелло (в возрасте 9 лет) |
| 1995      | ф   | Освободите Вилли 2: Новое приключение | Free Willy 2: The Adventure Home          | Элвис                               |
| 1996      | с   | Мои парни                             | My Guys                                   | Фрэнсис Де Марко                    |
| 1996      | ф   | Джинна вызывали?                      | Kazaam                                    | Максвелл 'Макс' Коннор              |
| 1997      | ф   | Простое желание                       | A Simple Wish                             | Чарли                               |
| 1997      | с   |                                       | 413 Hope St.                              | Тони Гарретт                        |
| 1998      | ф   | Панк из Солт-Лейк-Сити                | SLC Punk!                                 | молодой Боб                         |
| 2001      | с   | Крутой Уокер: правосудие по-техасски  | Walker, Texas Ranger                      | Эйс                                 |
| 2001      | с   | Слишком мало времени                  | So Little Time                            | Тони                                |
| 2002      | с   | Щит                                   | The Shield                                | Хесус Росалес                       |
| 2002      | кор |                                       | QIK2JDG                                   | Jackal                              |
| 2003      | ф   | Запретная зона                        | Pledge of Allegiance                      | Пэт                                 |
| 2003      | с   | Женская бригада                       | The Division                              | Джеймс Барлоу                       |
| 2003      | тф  | 44 минуты                             | 44 Minutes: The North Hollywood Shoot-Out | Рамон                               |
| 2003      | с   | Одинокие сердца                       | The O.C.                                  | Зет                                 |
| 2003      | с   | C.S.I.: Место преступления            | CSI: Crime Scene Investigation            | жесткий Панк                        |
| 2003      | с   | Американские мечты                    | American Dreams                           | Палладино                           |
| 2003      | с   | Защитник                              | The Guardian                              | Донни Лонго                         |
| 2004      | с   | Расследование Джордан                 | Crossing Jordan                           | детектив Джейсон Харрис             |
| 2004      | с   | Без следа                             | Without a Trace                           | Тито Крус                           |
| 2004—2007 | с   | Вероника Марс                         | Veronica Mars                             | Элай «Слоник» Наварро               |
| 2005      | ф   | Районная подземка                     | Venice Underground                        | T-Bone                              |
| 2005      | с   | Справедливая Эми                      | Judging Amy                               | Маркус                              |
| 2005      | с   | Слепое правосудие                     | Blind Justice                             | Майк                                |
| 2006      | ф   | Адреналин                             | Crank                                     | Warehouse Hood Leader               |
| 2006      | ф   | Посудомойщики                         | Dishdogz                                  | Купер                               |
| 2007      | ф   | Чёрный ирландец                       | Black Irish                               | Энтони                              |
| 2007      | с   | Ищейка                                | The Closer                                | Мигель Торрес                       |
| 2007      | с   | Мыслить как преступник                | Criminal Minds                            | Эрвин                               |
| 2008      | с   | Огни ночной пятницы                   | Friday Night Lights                       | Девин Диабло                        |
| 2008      | с   | Линкольн-хайтс                        | Lincoln Heights                           | Карло                               |
| 2008      | с   | Герои                                 | Heroes                                    | Джесси Мерфи                        |
| 2008      | с   | Сыны анархии                          | Sons of Anarchy                           | Майян Хитмэн                        |
| 2009      | с   | Касл                                  | Castle                                    | Хуан Рестрепо                       |
| 2009      | ф   | Кровь и кость                         | Blood and Bone                            | Tattoo                              |
| 2009      | с   | Морская полиция: Спецотдел            | NCIS                                      | Эдди Кастильо                       |
| 2010      | тф  |                                       | Cutthroat                                 | Васкес                              |
| 2010      | с   | Голубая кровь                         | Blue Bloods                               | Пабло Торрес                        |
| 2010      | с   | Кости                                 | Bones                                     | Энтони Трукстон                     |
| 2011      | ф   |                                       | Clear Skies 3                             | призрак                             |
| 2011      | ф   | Бастион                               | Rampart                                   | Seize Chasco                        |
| 2012      | с   | Связь                                 | Touch                                     | байкер Гай                          |
| 2014      | ф   | Вероника Марс                         | Veronica Mars                             | Элай «Слоник» Наварро               |
| 2014      | с   | Морская полиция: Лос-Анджелес         | NCIS: Los Angeles                         | Саласар                             |
| 2014      | с   | Штамм                                 | The Strain                                | Криспин                             |

## Интересныe факты
- За роль в фильме «Бронксская повесть» Фрэнсис был номинирован на премию «Young Artist Award».
- У него более 18 татуировок[4].